# Papillaria bamforthiae
Papillaria bamforthiae là một loài Rêu trong họ Meteoriaceae. Loài này được Broth. ex Dixon mô tả khoa học đầu tiên năm 1912.